# 미무로촌 (나라현)
미무로촌(三室村)은 나라현 미나미카쓰라기군에 설치되었던 촌이다. 현재의 고세시에 해당한다.